# Liste des abbés de Tournus
 (novembre 2017).
Si vous disposez d'ouvrages ou d'articles de référence ou si vous connaissez des sites web de qualité traitant du thème abordé ici, merci de compléter l'article en donnant les références utiles à sa vérifiabilité et en les liant à la section « Notes et références ».
Le 19 mars 875, l'abbaye de Saint-Valérien et ses dépendances ainsi que la ville de Tournus et son castrum sont donnés par l'empereur Charles II le Chauve à la communauté des moines de l'abbaye Saint-Philibert de Noirmoutier. Les moines fuyaient depuis 836 pour se protéger des invasions vikings. Ils avaient d'abord déposés les reliques de saint Philibert à l'abbaye de Saint-Philbert-de-Grand-Lieu avant de continuer après 847 leurs pérégrinations vers l'est pour trouver un abri. 
En mai suivant, les moines de saint Filibert s'installent à proximité des moines de Saint-Valérien. Ils apportent les reliques de saint Filibert. L'empereur confirme aux moines le privilège d'élire leur abbé.

## IXesiècle
- 875-886 : Geilon ou Gilon de Tournus, fut également évêque de Langres.
- 886-893 : Blitgaire.
- 893-899 : Gautier.
- 899-915 : Hervé Ier.

## Xesiècle
- 915-924 : Guicherand.
- 924-941 : Hervé II.
- 941-948 : Aymon.
- 948-970 : Hervé III.
- 970-981 : Etienne Ier.
- 981-1007 : Eudes.

## XIesiècle
- 1007-1019 : Guagon.
- 1019-1028 : Bernaire.
- 1028-1056 : saint Ardain.
- 1056-1064 : Guillaume Ier.
- 1064-1066 : Gérard Ier.
- 1066-1108 : Pierre Ier.

## XIIesiècle
- 1108-1114 : Guillaume II.
- 1114-1125 : Francon de Rouzay.
- 1125-1132 : Théodrad.
- 1132-1171 : Pierre II Hugon de Bellefort.
- 1171-1179 : Letbald.
- 1179-1197 : Gérard II.
- 1197-1200 : Josserand.
- 1200-1202 : Bernard Ier.

## XIIIesiècle
- 1202-1207 : Etienne II.
- 1207-1211 : Pons.
- 1211-1217 : Pierre III.
- 1217-1223 : Guichard Ier.
- 1223-1250 : Bérard.
- 1250-1260 : Renaud.
- 1260-1271 : Hugues Ier.
- 1271-1287 : Jean Ier de Montbelet.
- 1287-1306 : Jean II de Lugny.

## XIVesiècle
- 1306-1312 : Henri de Sénecey.
- 1312-1327 : Nicolas.
- 1327-1330 : Gérard III d’Archies.
- 1330-1343 : Thibaud.
- 1343-1344 : Gérard IV.
- 1344-1351 : Archambaud.
- 1351-1364 : Pierre IV de Cros.
- 1364-1369 : Hugues II de Chiverey.
- 1369-1373 : Jean III Lefebvre.
- 1373-1375 : Bernard II de La Tour d’Auvergne.
- 1375-1377 : Pierre V de Cros.
- 1377-1379 : Bertrand Robert.
- 1379-1413 : Amédée de Courgenon.

## XVesiècle
- 1413-1427 : Louis Ier de La Palud de Varambon.
- 1427-1431 : cardinal Louis II de La Palud de Varambon.
- 1431-1471 : Hugues III de Fitigny.
- 1471-1498 : Jean IV de Toulongeon.
- 1498-1530 : Robert Ier de Lenoncourt.

## XVIesiècle
- 1530-1537 : Robert II, cardinal de Lenoncourt.
- 1537-1547 : François Ier, cardinal de Tournon.
- 1547-1553 : Jacques de Tournon.
- 1553-1574 : Louis III de Lorraine, cardinal de Guise[réf. nécessaire].
- 1574-1630 : François II, cardinal de La Rochefoucauld.

## XVIIesiècle
- 1630-1646 : Charles de Rochechouart de Champdeniers.
- 1646-1660 : Louis IV de Rochechouart de Champdeniers.
- 1660-1715 : cardinal Emmanuel-Théodose de La Tour d’Auvergne de Bouillon.

## XVIIIesiècle
- 1715-1743 : André Hercule de Fleury.
- 1743-1745 : Vacance.
- 1745-1779 : Jean V Gilles du Coëtlosquet des Isles.
- 1779-1785 : Vacance.